# Riolândia (kommun)
Riolândia är en kommun i Brasilien.   Den ligger i delstaten São Paulo, i den sydöstra delen av landet, 500 km söder om huvudstaden Brasília. Antalet invånare är 10 574.
Följande samhällen finns i Riolândia:
- Riolândia

Omgivningarna runt Riolândia är en mosaik av jordbruksmark och naturlig växtlighet. Runt Riolândia är det glesbefolkat, med 14 invånare per kvadratkilometer.